# Чиарди, Чезаре
Це́зарь Чиа́рди, точнее Че́заре Ча́рди, в России Цезарь Иосифович Чиарди (итал. Cesare Ciardi; 28 июня 1818, Прато, Тоскана, Италия — 13 июня 1877, Санкт-Петербург) — итальянский флейтист-виртуоз, композитор. Считается одним из основоположников профессионального обучения игре на флейте в России. Солист Императорских театров (1858). Солист Его Императорского Величества (1862).

## Биография
Учился у городских музыкантов Джузеппе Нути и Луиджи Карлези. В 1827 году выступил в Королевском дворце в Генуе, где его представил публике Николо Паганини. В последующие годы интенсивно концертировал, в том числе предпринял гастрольную поездку в Лондон.
В 1853 году Чиарди приехал в Российскую империю, где и остался до конца своих дней. Работал в Санкт-Петербурге в качестве первого флейтиста оркестра Итальянской оперы, а также многие годы был солистом оркестра Императорского (Мариинского) театра (его коллегами в группе были Эрнесто Кёлер и Карл Венер). Давал уроки флейты в знатных семьях, преподавал в музыкальных классах Театрального училища.
Когда в 1862 году была открыта Петербургская консерватория, Чиарди стал вести там класс флейты. П. И. Чайковский брал у него уроки игры на флейте и иногда как пианист аккомпанировал Чиарди на концертах.
Похоронен на участке св. Михаила Выборгского католического кладбища.

## Творческая деятельность
Чиарди с юных лет много концертировал и считался одним из лучших европейских флейтистов. Современники (в частности, Хуго Риман) отмечали его мягкий, чистый и красивый звук, безупречный вкус и безукоризненную технику. Играл на классической флейте венского стиля. «Чиарди играл на стареньком деревянном инструменте венской фирмы Koch, с треснутой головкой, да таким чистым, красивым звуком, с такой элегантностью и вкусом, что Рудалл воскликнул: „Он должен играть в сопровождении хора ангелов“ (англ. «he is fit to play before a chorus of angels!»)»
Автор учебника «Школа игры на флейте» (1862), содержащего сведения о нотной грамоте и теории музыки и включавшего новейший для того времени материал из русской и зарубежной музыки. Автор многих пьес (среди них известный «Русский карнавал» для флейты и ф-но) и переложений для флейты.

## Сочинения
- «Русский карнавал» — блестящие вариации для флейты и ф-но
- 6 виртуозных соло, на темы Верди
- Дуэт для 2х флейт и фп. на т. оперы «Maria Padilla» Доницетти
- Концертный дуэт для 2х флейт и фп., по мотивам оперы «Лючия ди Ламмермур» Доницетти, op.121
- «Il Pifferaro», op.122 для флейты и фп. (или арфы)
- 3 элегантных фантазии, по мотивам «Африканки» Мейербера, для флейты и фп.
- «Венецианский карнавал». Скерцо для флейты и струнного оркестра, op. 22
- «L’eco dell’Arno», op.34, для флейты и фп.
- «Pensieri fantastici», op. 43 для флейты соло
- Фантазия «La capricciosa», op.144 для флейты и фп.
- 3 соло для флейты и фп.
- «La folle», op.64 для флейты (или пикколо) и фп.
- Полька-мазурка для флейты (или пикколо) и фп.
- 5 романсов для голоса и фп.
- «Chagrin et joie». Салонная пьеса для флейты и фп. (1873)